# Nedev Peak

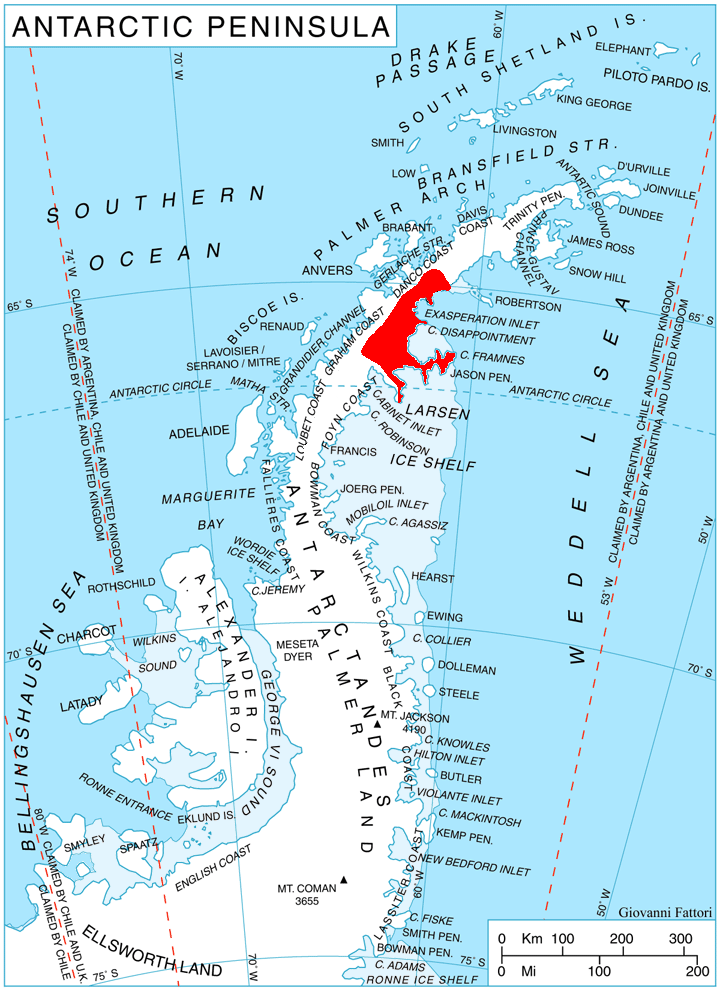
Posizione della costa di Oscar II nella penisola antartica

Nedev Peak (in bulgaro Недев връх?, Nedev vrah) è il picco roccioso che misura 458 m all'estremità sud-est di Rugate Ridge sulla costa di Oscar II nella Graham Land, Antartide. Sormonta il ghiacciaio Evans a sud-ovest, il ghiacciaio Musina a nord-ovest e l'insenatura di Vaughan a est.
Il luogo prende il nome da Konstantin Nedev, meccanico della Base San Clemente di Ocrida durante il 2009/10 e le successive campagne antartiche bulgare.

## Posizione
Nedev Peak si trova a 65°03′00″S 61°46′26″W , il che significa 6,3 km a sud di Pirne Peak, 18 km a ovest di Shiver Point, 11,3 km a nord di St. Gorazd Peak e 9,8 km a nord-est di Kamenov Spur.

## Mappe
- Database digitale antartico (ADD). Scala 1: 250000 mappa topografica dell'Antartide. Comitato scientifico per la ricerca antartica (SCAR). Dal 1993, regolarmente migliorato e aggiornato